# Шахтне поле
Ша́хтне по́ле — родовище або його частина, відведена для розробки однією шахтою.
У шахтному полі вугільної шахти може бути один або декілька вугільних пластів.
Шахтному полю в міру можливості прагнуть надати форму прямокутника, витягнутого у напрямку простягання пласта. Оскільки пласти вугілля рідко мають витримане залягання і часто перетинаються геологічними порушеннями, форма шахтного поля може істотно варіюватися.
Реальні розміри шахтних полів наступні:
- для пологих пластів — від 3 до 10-12 км по простяганню і від 1,5 до 5 км по падінню;
- для крутих пластів — від 2,5 до 7 км по простяганню і від 0,8 до 1,5 км по падінню.

Довжина шахтного поля рудників, як правило, становить 1—2 км, такого ж розміру буває і глибина стволів.
Характер залягання вугільного пласта (рудного тіла) на кресленнях досить повно відображається ізогіпсамі покрівлі або підошви. Для зображення форми залягання пласта вугілля ізогіпси його підошву або покрівлю проеціюють при заляганні під кутом 0—60° на горизонтальну, а при більшому куті залягання — на вертикальну площину.
Кількість корисних копалини в межах шахтного поля називають запасами шахтного поля.

## Межі шахтного поля
Межі (границі) шахтного поля — поверхні, що обмежують шахтне поле і відокремлюють його від іншої частини родовища.
Відстань між межами шахтного поля по простяганню називають розміром шахтного поля по простяганню і позначають літерою S. Нижню і верхню межі шахтного поля, якщо вони є штучними межами, прагнуть задати за ізогіпсами пласта. При негоризонтальному заляганні пластів верхню межу називають межею за підняттям, або верхньою технічною межею, нижню межу - межею за падінням, або нижньою технічною межею, бокові межі — межами за простяганням. Відстань між верхньою і нижньою технічними межами називають розміром шахтного поля по падінню і позначають літерою Н. Бокові межі шахтного поля здебільшого іменують за назвами сторін світу (див. рисунок).
Межі шахтного поля бувають природними, коли вони проходять по великих геологічних порушеннях, або коли пласти виходять під наноси, і штучними — визначеними в процесі виділення поля конкретної шахти. Фіксовані (природні) межі можуть визначатися:
- контурами самого родовища, якщо на ньому розташовується одна шахта;
- контурами робочої потужності пласта або кондиційної характеристики вугілля, наприклад, за вмістом золи або сірки та ін.;
- виходом пласта під наноси;
- значними геологічними порушеннями;
- межами охоронних ціликів під будинками та спорудами на поверхні, під залізницями, великими водосховищами тощо.

Умовні межі шахтного поля встановлюються на підставі техніко-економічних розрахунків і затверджуються Державною комісією з запасів (ДКЗ). До умовних відносяться також межі шахтного поля сусідніх шахт.

## Поділ шахтного поля на частини
В залежності від розмірів, конфігурації шахтного поля, наявності великих геологічних порушень та ін. факторів, шахтні поля поділяються на блоки, горизонти, панелі, поверхи.
Для виробництва робіт з видобутку руди родовища, що мають крутий кут залягання, розділяють гірничими виробками на порівняно невеликі дільниці: поверхи і блоки.
Частина шахтного поля, розміщена по один бік вертикальної площини, що проведена навхрест простягання пласта й проходить через розкривну виробку (вертикальний або похилий стовбур, капітальний бремсберґ чи похил), називається крило шахтного поля. Крила, як правило, позначають відповідно до частин світу (західне, північне тощо). Нормальне шахтне поле має два крила. Поділ шахтного поля на крила проводять, як правило, за умови рівності вмісту в них промислових запасів. У родовищах з витриманими елементами залягання обидва крила шахтного поля мають однакову, звичайно прямокутну, форму і однакові розміри. При неправильному заляганні форма і розміри крил шахтного поля різні. Останні можуть бути від декількох сотень м до декількох км (для великих шахт). Обидва крила шахтного поля розкривають за єдиною схемою вертикальними або похилими стовбурами при однаковій схемі підготовки виїмкових полів. Розробляють крила шахтного поля одночасно в напрямку від головного стовбура до межі шахтного поля.